# Pycnopsyche sonso
Pycnopsyche sonso là một loài Trichoptera trong họ Limnephilidae. Chúng phân bố ở miền Tân bắc.